# Dorthe Dahl-Jensen
Dorthe Dahl-Jensen (født 8. september 1958, København) er en dansk palæoklimatolog, professor og forsker ved Center for Is og Klima på Niels Bohr Institutet, Københavns Universitet. Hendes primære forsknigsområder omhandler is og klima og særligt rekonstruktion af klimaets udvikling ved hjælp af iskerneboringer; modeller til datering af iskerne; anisotropisk is; is i solsystemet samt Grønlands indlandsis udvikling og histore.

## Uddannelse og karriere
Dahl-Jensen blev uddannet i geofysik i 1984 ved Københavns Universitet, og hun læste efterfølgende en Ph.D. i samme emne på samme universitet, som hun færdiggjorde i 1988.
Hun blev forskningsassistent på Niels Bohr Institutet i 1989, og blev lektor samme sted i 2001. Året efter blev hun udnævnt til professor. Hun har også været gæsteforsker og gæsteprofessor på University of Tasmanias campus i Hobart.
Dahl-Jensen ledede projektet North Greenland Eemian Ice Drilling (NEEM), hvor et forskerhold fra 14 forskellige lande tilbragte 4 år med at bore og analysere iskerne fra 2007-2011. Resutlaterne fra dette projekt blev udgivet i det anerkendte britiske tidsskrift Nature.
Hun har udgivet over 80 videnskabelige artikler og har et h-index på 24.

## Hæder
- Villum Kann Rasmussens Årslegat til Teknisk og Naturvidenskabelig Forskning[4]
- EU Descartes-prisen (som en de af European Project for Ice Coring in Antarctica (EPICA)) (2008)
- Vegamedaljen fra Svenska Sällskapet för Antropologi och Geografi (2008)
- Amalienborg-prisen (2009)
- Ebbe Muncks Hæderspris (2009)[1]
- Louis Agassiz Medal fra European Geosciences Union (2014) - "for hendes fremragende videnskabelige bidrag til polar glaciologi og lederskab i internationale projekter, der har udvidet klimaoptegnelserne fra Grønlands iskerner tilbage til sidste istid."[5]
- Medlem af Videnskabernes Selskab[6]
- Balzan-prisen (2022)